# قائمة الدول من دون أحزاب سياسية
هذه قائمة بالدول والتبعيات التي تضم سكان دائمين بدون أحزاب سياسية. بعض هذه الكيانات لديها جماعات معارضة تعمل في الخفاء.
- البحرين — الأحزاب السياسية غير معترف بها قانونياً لكن يسمح بتشكيل جمعيات سياسية. مع ذلك، غالباً ما يشير الإعلام إلى تلك الجمعيات على أنها «أحزاب».[1]
- جزيرة عيد الميلاد
- جزر كوكوس
- جزر فوكلاند
- غيرنزي
- الكويت — الأحزاب السياسية غير معترف بها قانونياً لكن يسمح بتشكيل كتل سياسية. مع ذلك، غالباً ما يشير الإعلام إلى تلك الكتل على أنها «أحزاب».[1]
- ولايات ميكرونيزيا الموحدة
- جزيرة نورفولك
- عمان — الأحزاب السياسية محظورة.[1]
- بالاو
- جزر بيتكيرن
- قطر — الأحزاب السياسية محظورة.[1]
- سانت هيلينا وأسينشين وتريستان دا كونا
- السعودية — الأحزاب السياسية محظورة.[1][2]
- توكيلاو
- توفالو
- الإمارات العربية المتحدة — الأحزاب السياسية محظورة.[1]
- الفاتيكان